# Nekspindertje
Het nekspindertje (Cyclophora annularia) is een nachtvlinder uit de familie van de spanners, de Geometridae. 

## Beschrijving
De voorvleugellengte bedraagt tussen de 11 en 14 millimeter.  De basiskleur van de vleugels is creme, de tekening is zeer kenmerkend en eenvoudig te herkennen.

## Levenscyclus
De waardplant voor het nekspindertje is esdoorn. Er zijn twee generaties per jaar. De rups is te vinden in juli en in september. De vliegtijd is van eind april tot september. De soort overwintert als pop.

## Voorkomen
De soort komt voor in een groot deel van Europa. Het nekspindertje is in Nederland zeer zeldzaam en in België zeldzaam en zit er aan de noordrand van zijn areaal. Uit Nederland zijn geen recente waarnemingen meer bekend, voorheen werd de soort wel waargenomen in het zuidoosten. 